# MPI MPXpress 柴電機車
MPXpress柴電機車，是移動動力公司（Motive Power Inc.，簡稱MPI）針對通勤鐵路客車設計的一系列柴電機車，另外依據顧客需求有許多變型。本系列機車符合美國環保署的的第一級與第二級排氣標準，以及美國與加拿大相關的撞擊與防火安全標準。在美國與加拿大的通勤鐵路廣為使用。

## 型式

### MP36PH-3S

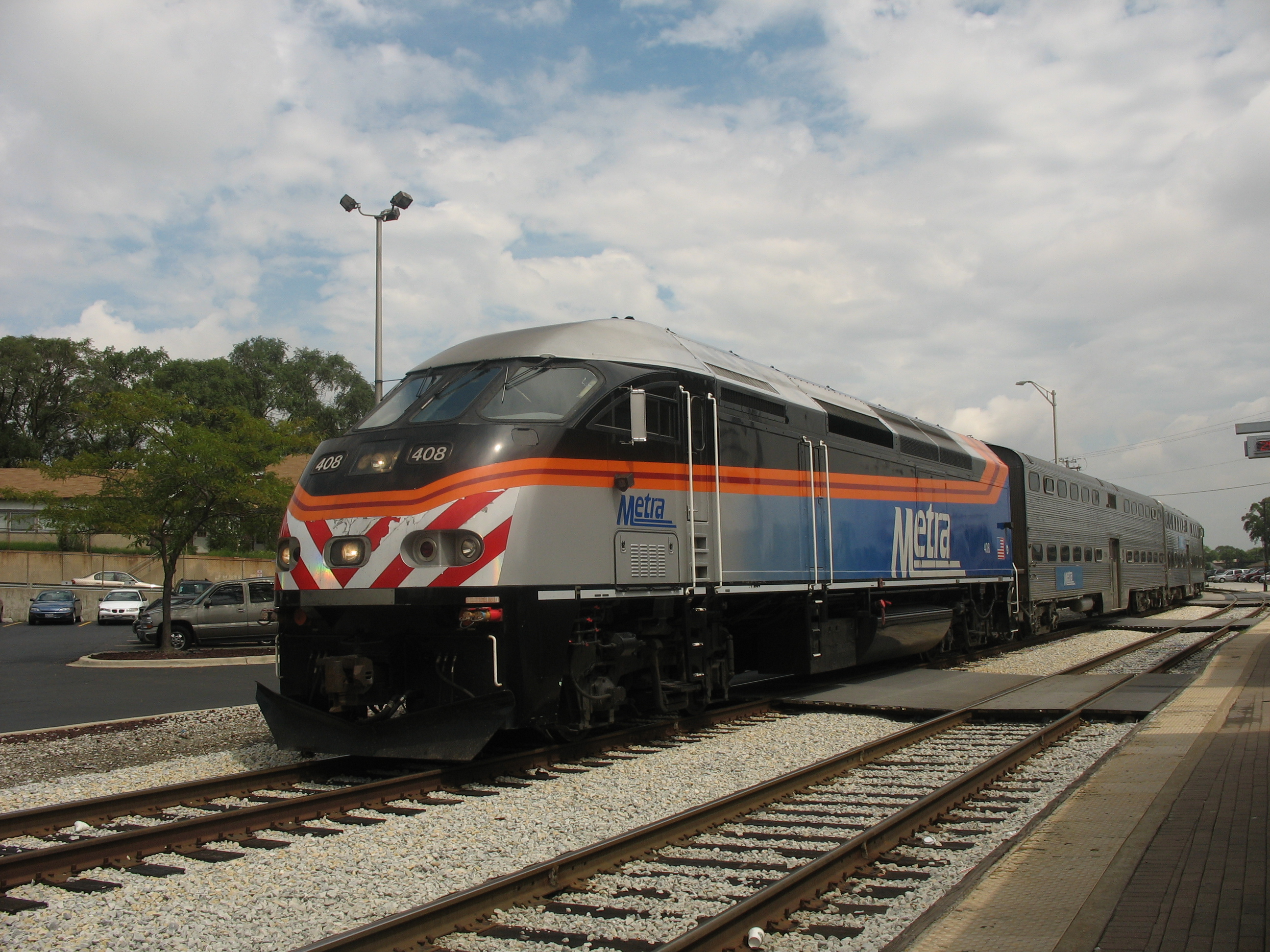
Metra 的 MP36PH-3S。迄今Metra是本型車的唯一使用者。

MP36PH-3S 採用十六汽缸的 EMD 645F3B 柴油引擎作為主動力，並以固定方式（static）連結列車供電用發電機供應客車電源，因此命名為 MP36PH-3S。發電機全力輸出（500千瓦）時，柴油引擎必須維持高轉速以提供電力，而由於部分動力提供給發電機，此時牽引力僅為2930匹馬力。

### MP36PH-3C
MP36PH-3C 採用與MP36PH-3S一樣的柴油引擎作為主動力，不過其列車供電用發電機則由另一個柴油引擎（Caterpillar C-27）   提供動力，因此得名。就算發電機全力輸出，主引擎的3600匹馬力也能全部用於牽引，而引擎怠速轉速也能降低。

### MP40PH-3C

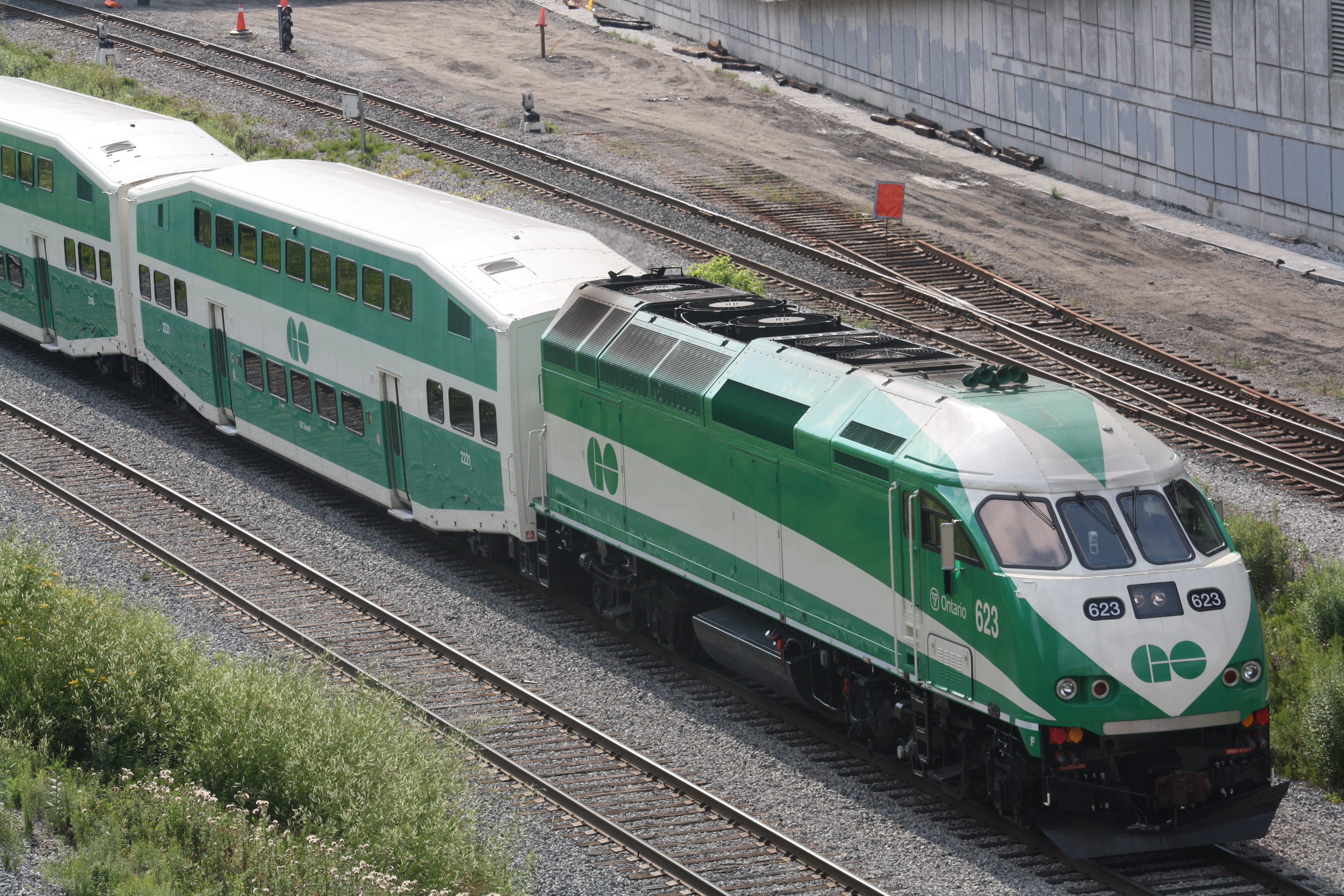
GO Transit 的 MP40PH-3C.

MP40PH-3C與 MP36PH-3C相似，不同處如下： 
- MP40PH-3C 改用十六汽缸的 EMD 710GB 柴油引擎，輸出 4000 匹馬力。
- 改用 EMD 的 EM2000 電腦以及控制系統，取代MP36上由MPI自己設計的系統。
- 使用 EMD 的交流發電機與牽引馬達。

### MP32PH-Q

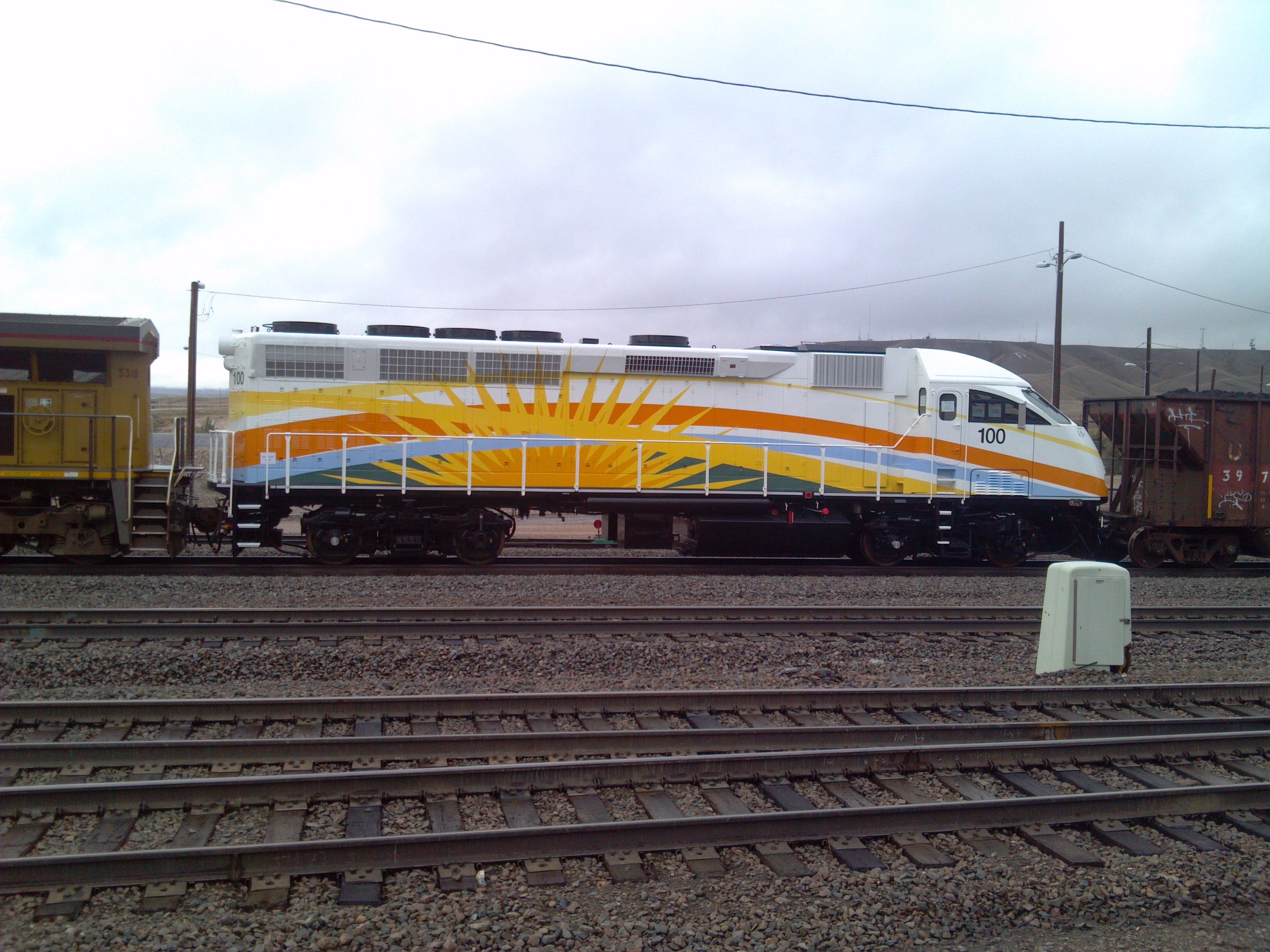
SunRail 的 MPI MP32PH-Q 柴電機車，2013年9月。

MP32PH-Q 是為 SunRail 製造的，實際上它是將曾使用於馬里蘭區域通勤鐵路的GP40WH-2，更換引擎與電子系統，改造以達到與其它的 MPXpress 相似的性能指標。 外觀上仍然保留了GP40WH-2的引擎室，不過駕駛室新建成MPXpress的型式。

### MP54AC
MP54AC（也称为MP40PHTC-T4）是MPXpress系列的最新成員，也是目前在美國銷售的唯一機型。设计符合EPA严格的Tier 4排放标准，性能也比MP40PH-3C更優秀。 MP54AC配有兩具康明斯16缸QSK60柴油引擎，每部功率为2,700马力（总功率为5400马力），这使其成为北美洲目前和历史上最强大的客運用柴电机车。如僅需低功率輸出，机车可以仅使用一部引擎以减少噪音污染并提高燃料效率。

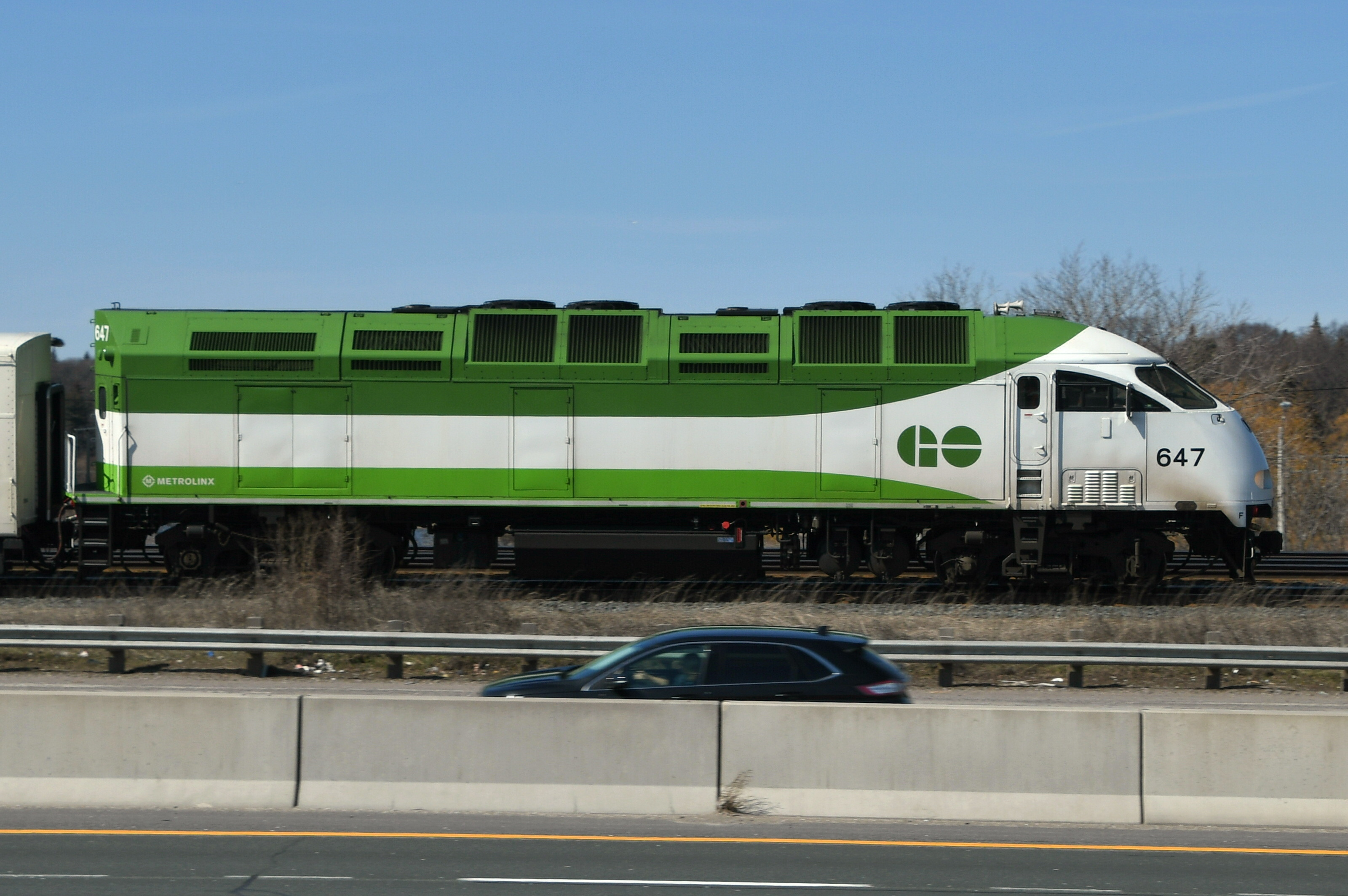
採用GO運輸的新塗裝的 MPI MP54AC 柴電機車。GO運輸是本型車的首發客戶。

MP54AC的競爭對手是西門子Charger與EMD F125型機車；但MP54AC與F125在市場上並不成功，反觀西門子Charger系列已經取得了不少客戶，包括美鐵與維亞鐵路。
客戶可選購新製的 MP54AC機車，或是將現有的 MPXpress 機車更新改造為MP54AC。
GO 運輸是 MP54AC的頭一個客戶。第一部原型機車是將其現有的 MP40PH-3C （647號車）更新改造而得。移動動力公司將EMD製的主引擎跟列車供電系統更換為兩部康明斯引擎。車體也做了重大改裝以配合更大的進氣需求與排氣系統。 在2015年末， 647 號車交車給 GO Transit ，在當年12月12日被發現試運轉中。
GO 運輸本來打算將10輛 MP40PH-3C 更新改造為 MP54AC ；之後又追加了16輛新造 MP54AC。 

## 使用者
| 型式      | 鐵路公司                                           | 地區              | 數量      |
| --------- | -------------------------------------------------- | ----------------- | --------- |
| MP36PH-3S | Metra                                              | 芝加哥            | 27        |
| MP36PH-3C | 加州列車                                           | 舊金山            | 6         |
| MP36PH-3C | FrontRunner                                        | 鹽湖城            | 11        |
| MP36PH-3C | 馬里蘭區域通勤鐵路                                 | 華盛頓/馬里蘭州   | 26 + (10) |
| MP36PH-3C | 波士顿通勤铁路（MBTA Commuter Rail）               | 波士頓            | 2         |
| MP36PH-3C | 南加州都会铁道                                     | 洛杉磯            | 15        |
| MP36PH-3C | 北極星鐵路（Northstar Line）                       | 明尼亞波里斯      | 6         |
| MP36PH-3C | 新墨西哥鐵路快車（New Mexico Rail Runner Express） | 阿布奎基          | 9         |
| MP36PH-3C | 維吉尼亞快鐵（Virginia Railway Express）           | 華盛頓/維吉尼亞州 | 20        |
| MP36PH-3C | 西岸快車                                           | 溫哥華            | 1         |
| MP40PH-3C | GO運輸                                             | 多倫多            | 57 + (10) |
| MP40PH-3C | 海灣通勤鐵路                                       | 西雅圖            | 3         |
| MP32PH-Q  | 太陽鐵道（SunRail）                                | 大奧蘭多地區      | (7)       |

## 外部連結
- MPXpress Commuter Locomotive （页面存档备份，存于）
- Specifications brochure （页面存档备份，存于）
- MBTA MP36PH-3C Operator's Manual
- MP40PH-3C Tractive Effort and Dynamic Brake effort curve; Page 3